# Argyrogrammana sticheli
Argyrogrammana sticheli är en fjärilsart som beskrevs av Talbot 1929. Argyrogrammana sticheli ingår i släktet Argyrogrammana och familjen Riodinidae. Inga underarter finns listade i Catalogue of Life.